# ميلكا تشيبكورير
ميلكا تشيبكورير (مواليد 1990) هي عالمة في الأنثروبولوجيا والمناخ وناشطة في مجال حقوق الإنسان. أصبح نشاطها معروفًا أكثر عندما أصبحت ممثلة عن شعب سنغوير [الإنجليزية] الذين يعيشون حول غابة إمبوبوت وكابوليت [الإنجليزية]، للدفاع عن حقوقهم بعدما طردتهم مصلحة الغابات الكينية [الإنجليزية] بالقوة.

## الخلفية والتعليم
تنتمي تشيبكورير إلى شعب سنغوير من غابة كابوليت. وهي تعيش في كيتالي، كينيا. حصلت على بكالوريوس الأنثروبولوجيا من جامعة ماسينو. وتواصل حاليًا دراستها من أجل الحصول على شهادة الماجستير في دراسات النوع الاجتماعي والتنمية من جامعة نيروبي في إطار منحة مبادرة جوك والر هنتر.

## نشاطها
بدأت نشاطها عندما كانت لا تزال في المدرسة الثانوية. عُرف نشاطها بشكل أكبر عندما أصبحت زميلة في برنامج زمالة السكان الأصليين لمكتب حقوق الإنسان التابع للأمم المتحدة في 2016.
حضرت تشيبكورير منتدى الأمم المتحدة الدائم السادس عشر المعني بقضايا الشعوب الأصلية في نيويورك بمقتضى هذه الزمالة، وأبلغت عن عدم تنفيذ حقوق الشعوب الأصلية من قبل الأمم المتحدة من خلال تمثيلها لبرنامج شعوب الغابات والعدالة الطبيعية و20 منظمة أخرى. كما عرضت انتهاكات مصلحة الغابات الكينية التي أحرقت 90 منزلاً لأفراد من شعب سنغوير والتي بدأت عندما قام الاتحاد الأوروبي والبنك الدولي بتمويلها.
عادت تشيبكورير لحضور منتدى الأمم المتحدة الدائم السابع عشر المعني بقضايا السكان الأصليين في 2018 لتبلغ عن سوء معاملة مصلحة الغابات الكينية، بطردها شعب سنغوير بالقوة من أراضي أجدادهم. يواجه شعب سنغوير عملية تهجير مقترنة بسبب برنامج حماية أبراج المياه والتخفيف من آثار الاحتباس الحراري والتكيف معه الذي يموله الاتحاد الأوروبي. وقد جرى التهجير القسري من قبل مصلحة الغابات الكينية، ومما جاء في بيان تشيبكورير:
«أخذوا طفلاً ذو ستة أعوام وطافوا به حول المنازل المحترقة بعد أن هربت والدته. وتركوه في الغابة ليلاً وحده».
علق الاتحاد الأوروبي تمويل البرنامج بعد هذا التقرير.

## حياتها المهتية
تعمل حاليًا كمنسقة لمجتمع «التحرك من أجل الأرض الآن!» (CLAN) ومنسقة الدفاع عن مناطق الحياة ومستشارة أيضًا لصندوق علم البيئة.